# Sulztal (Stubaier Alpen)
Das Sulztal ist ein östliches Seitental des Ötztals in den Stubaier Alpen in Tirol.

## Geographie
Das Sulztal zweigt bei Längenfeld in östlicher Richtung vom Ötztal ab und wendet sich in weiterer Folge Richtung Süden und verläuft dann parallel zum Ötztal. Das Tal wird vom Fischbach durchflossen, der in Längenfeld in die Ötztaler Ache mündet. Der Talschluss wird vom Sulztalferner gebildet.
Hochalpine Übergänge gibt es über das Winnebachjoch ins Lüsenstal (ein Seitental des Sellraintales), und über das Mutterbergjoch ins Stubaital. Das Sulztal liegt zur Gänze im Gemeindegebiet von Längenfeld und gehört zum Großteil zum Ruhegebiet Stubaier Alpen. Die einzige größere Siedlung ist das Dorf Gries im Sulztal. Bis Gries ist das Tal durch eine Straße (L239, Grieser Straße) erschlossen.

## Kraftwerkspläne
Pläne der TIWAG sahen im Sulztal einen Speichersee mit einem 150 m hohen Staudamm und einem Fassungsvermögen von 120 Millionen m³ im Bereich der Amberger Hütte vor, der vom Fischbach und 15 weiteren Ötztaler Gletscherbächen gespeist werden sollte. Aufgrund massiver Widerstände ließ die TIWAG von dem Projekt ab und plant nun die Ableitung des Fischbaches sowie zweier Zubringer in den geplanten neuen Speicher Kühtai des Kraftwerks Sellrain-Silz.